# ヘンリー・ジャーミン (初代セント・オールバンズ伯爵)

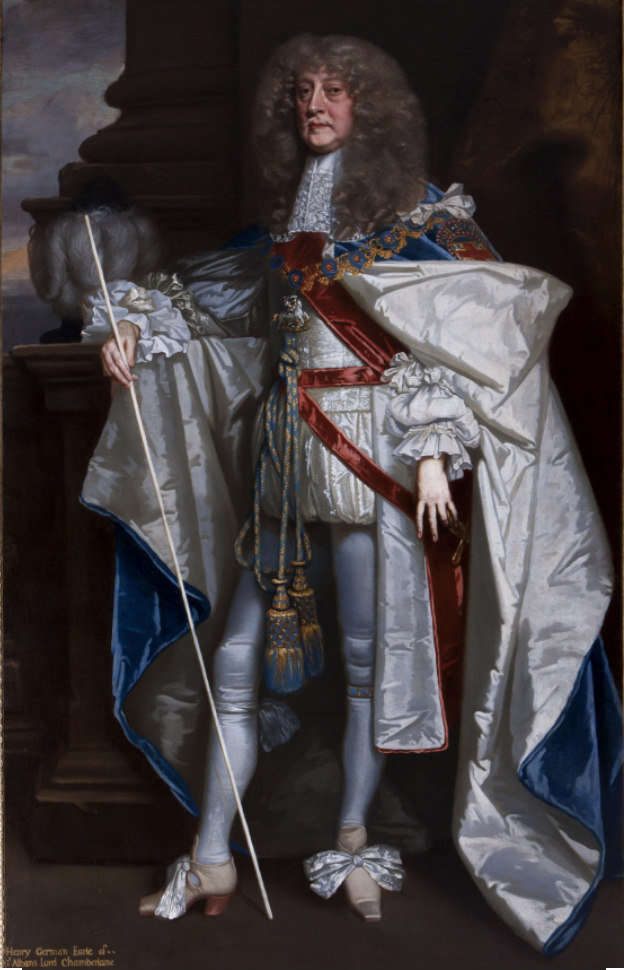
初代セント・オールバンズ伯爵ヘンリー・ジャーミン（ピーター・レリー画）

初代セント・オールバンズ伯爵ヘンリー・ジャーミン（英：Henry Jermyn, 1st Earl of Saint Albans, KG, 1605年3月25日（洗礼日） - 1684年1月）は、清教徒革命（イングランド内戦）期から王政復古期にかけてのイングランドの貴族・廷臣。

## 生涯
サフォークのラッシュブルークでチャールズ1世の副宮内長官となるサー・トマス・ジャーミンとキャサリン・キリグリュー夫妻の4人の子のうち、生き残った2番目の子として誕生。1605年3月25日にロンドン・セント・マーガレット・ロスバリーで受洗。
1625年にボドミン選挙区から庶民院議員に選出、翌1626年に再選。1628年はリヴァプール選挙区から選出、チャールズ1世の王妃ヘンリエッタ・マリア・オブ・フランスの信頼を獲得し、同年に王妃の副宮内長官になり、1639年には主馬頭になった。
1640年4月の短期議会では兄弟のトマスと共にコーフ城選挙区から選出、11月の長期議会はバリー・セント・エドマンズ選挙区から選出、熱心な王党派として活動したが、1641年に軍を使い議会をクーデターで制圧する計画（陸軍陰謀事件）に関わったことが発覚、フランスへ亡命した。しかし2年後の1643年、第一次イングランド内戦の最中に帰国、ヘンリエッタ・マリアの秘書として再出仕した。王妃の信頼は厚く小部隊の指揮と武器購入を任され、王妃の懇願を聞き入れた国王チャールズ1世により、7月13日にジャーミン男爵に叙爵され貴族に昇格した。また王妃が提案したカトリックのアイルランド・カトリック同盟と国王の休戦提案をジョージ・ディグビーと共に支持していた。
1644年にヘンリエッタ・マリアと共にフランスへ亡命、以後パリに留まった。亡命中はフランスとオランダから軍事支援を得たい王妃の意向でフランス宰相ジュール・マザランやオランダ総督フレデリック・ヘンドリックと交渉したが、どちらからも拒否され成功しなかった。また王妃や他の顧問官共々スコットランド国民盟約（盟約派）と国王の和睦を願っていたが、盟約を拒む国王から和睦反対の手紙を送られた。やがて1649年にチャールズ1世が議会派に処刑されると王妃に報告、後から亡命したチャールズ王太子（後のチャールズ2世）とも連絡を取り合い、貧困に苦しむ王家のためフランス宮廷に資金援助を訴えたこともある。
1660年の王政復古で帰国、セント・オールバンズ伯爵に叙爵、1671年には宮内長官に任命されチャールズ2世の側近として働き、ドーヴァーの密約の事前交渉に当たった。この間王妃の世話をしたといわれるが、彼女と関係があったともいう。現在ロンドンの高級品店街として知られるジャーミン・ストリートはチャールズ2世から王妃の世話をした褒賞として与えられた土地で、それを含めセント・ジェームズ・スクエアもセント・オールバンズ伯が開発して生まれた道路に彼の名が付けられたものである。エイブラハム・カウリーとウィリアム・ダヴェナントのパトロンでもあった。
1684年1月、セント・ジェームズ・スクエアで死去。独身だったため1代でセント・オールバンズ伯位は消滅、ジャーミン男爵位は財産と共に甥のトマス・ジャーミンに継承、彼の死後はその弟でもう1人の甥ヘンリー・ジャーミンに受け継がれた。